# Авиационный удар

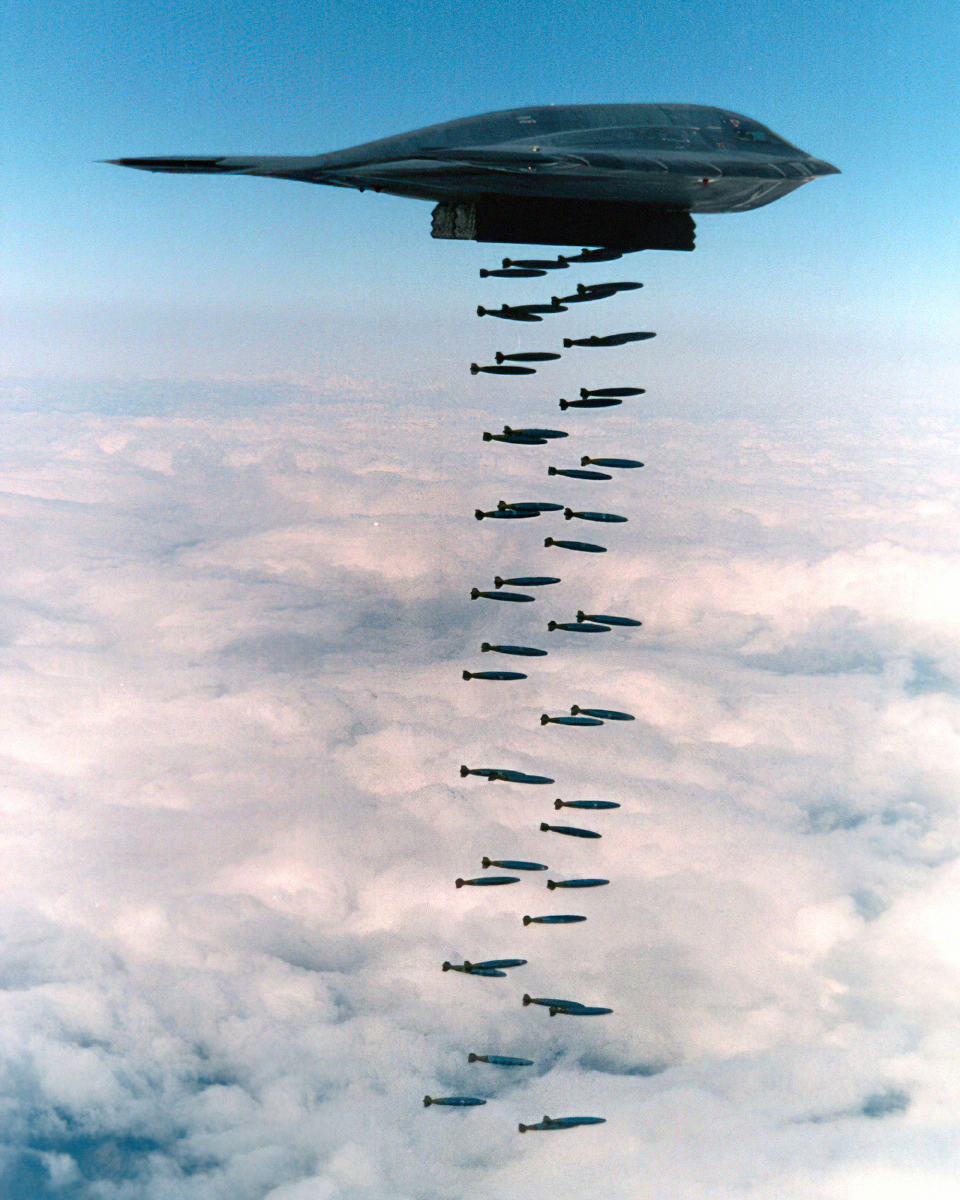
Американский бомбардировщик B-2, отрабатывающий авиационный удар, 1994 год.

Авиацио́нный уда́р (также авиауда́р, уда́р авиа́ции, воздушный налёт) — кратковременное огневое воздействие авиации по вражеской наземной (или морской) цели с целью её уничтожения (или подавления).
При авиационном ударе могут применяться различные авиационные средства поражения: ракеты, бомбы, стрелково-артиллерийское вооружение и прочее.

## Классификация
Авиационные удары подразделяются на:
- по составу сил:
  - массированные;
  - сосредоточенные;
  - групповые;
  - одиночные[1][2][3];
- по применяемому вооружению:
  - ракетные;
  - бомбовые;
  - с применением стрелково-пушечного вооружения;
  - комбинированные (бомбово-ракетные, торпедно-бомбовые и т. д.)[2][3];
- по способам боевых действий:
  - одновременные;
  - последовательные[3].

## История
Считается (американской историографией), что первый в мире авиационный удар был нанесён 1 ноября 1911 года во время Итало-турецкой войны. Итальянский лётчик Джулио Гавотти вручную сбросил четыре бомбы (весом по два килограмма) на османские войска, защищавшие Триполи от вторгшихся итальянских войск. Событие было торжественно освещено в американской прессе. Заголовок «Нью-Йорк Таймс» гласил: «Итальянский военный лётчик около Триполи доказывает военную ценность аэроплана» (англ. Italian Military Aviator Outside Tripoli Proves War Value of Aeroplane).